# Santo Ângelo em Pescheria (diaconia)
A diaconia de Santo Ângelo em Pescheria foi instituída em 1 de junho de 755 pelo Papa Estêvão II, com o nome de São Paulo Apóstolo (de acordo com uma inscrição de Teódoto, tio do Papa Adriano I). Em 806, o seu nome foi mudado para Santo Arcângelo (Sancti Archangeli) e, mais tarde, para Santo Ângelo dos Peixes à Venda (Sancti Angeli piscium venalium e depois Sancti Angeli de piscivendulis) e Santo Ângelo no Fórum dos Peixes (Sancti Angeli in Foro piscium). Esta igreja era para ser designado tanto como título presbiteral, como diaconia.
A igreja titular deste titulus é Santo Ângelo em Pescheria.

## Titulares protetores
- Gregorio Papareschi, C.R.L. (1116-1130) Eleito Papa Inocêncio II
- Germano (ou Germain) (1130-1137), pseudocardeal do antipapa Anacleto II
- Gregorio Papareschi menor (1134- circa 1141)
- Gregorio (1143-1155)
- Bonadies de Bonadie (1155-1158)
- Giovanni da Napoli (?) (1159?-1180?)
- Ermanno (circa 1165- circa 1170)
- Ugo Pierleoni (1171-1178)
- Giovanni (1178-1181 o 1182)
- Andrea Boboni Orsini (1182-1187)
- Boson (1187-1188)
- Gregorio (1190-1202)
- Pietro di Morra (1205-1206)
- Romano Bonaventura (ou Papareschi) (1216-1234)
- Riccardo Annibaldi di Molaria,  (1237-1276)
- Landolfo Brancaccio (1294-1312)
- Pietro Colonna (1306?-1326)
- Giovanni Colonna (1327-1348)
- Guillaume Noellet (1371-1394)
- Pierre Blau (ou Blain, ou Blavi) (1395-1409), pseudocardeal do antipapa Bento XIII
- Pietro Stefaneschi (1405-1409); de novo (1410-1417)
- Pedro da Fonseca (1413-1422) pseudocardeal do antipapa Bento XIII
- Vacante (1422-1430)
- Giuliano Cesarini sênior (1430-1440 ou 1442)
- Vacante (1442-1446)
- Juan Carvajal (1446-1461); in commendam (1461-1469)
- Giovanni Michiel (circa 1470-1484); in commendam (1484-1503)
- Giuliano Cesarini iuniore (1503-1510)
- Federico di Sanseverino (1513-1514)
- Matthäus Lang von Wellenburg (1514-1534)
- Alessandro Farnese (1534-1535)
- Ennio Filonardi, título Antipapa Vítor IV (1159-1164) (1537-1546)
- Ranuccio Farnese (1546-1565)
- Fulvio Giulio della Corgna, O.S.Io.Hier. (1565-1566)
- Giovanni Ricci (1566)
- Scipione Rebiba (1566-1570)
- Giovanni Antonio Serbelloni (1570-1577)
- Luigi d'Este (1577-1583)
- Filippo Guastavillani (1583-1587)
- Andrew Báthory (1587-1599)
- Andrea Baroni Peretti Montalto (1600-1617)
- Luigi Capponi (1620-1621)
- Francesco Boncompagni (1621-1626)
- Ippolito Aldobrandini (1626-1634)
- Marzio Ginetti (1634-1644)
- Girolamo Colonna (1644)
- Giangiacomo Teodoro Trivulzio (1644-1652)
- Vincenzo Costaguti (1652-1653)
- Lorenzo Raggi (1653-1660)
- Carlo Barberini (1660-1667)
- Carlo Gualterio (1667-1668)
- Angelo Celsi (1668-1671)
- Felice Rospigliosi (1673-1682)
- Gianfrancesco Ginetti (1682-1689)
- Gasparo Cavalieri (1689-1690)
- Francesco Barberini, Jr. (1690-1715)
- Carlo Colonna (1715-1730)
- Vacante (1730-1739)
- Prospero Colonna (1739-1743)
- Girolamo Colonna di Sciarra (1743-1753); in commendam (1753)
- Flavio Chigi (1753-1759)
- André Corsini (1759-1769)
- Vacante (1769-1773)
- Francesco D'Elci (1773-1787)
- Vincenzo Maria Altieri (1787-1788)
- Raniero Finocchietti (1788-1789)
- Fernando Spinelli (1789-1790)
- Filippo Campanelli (1790-1791)
- Fabrizio Ruffo (1794-1800)
- Alphonse-Hubert de Latier de Bayane (1802-1818)
- Vacante (1818-1830)
- Domenico de Simone (1830-1837)
- Luigi Ciacchi (1838-1865)
- Vacante (1865-1877)
- Lorenzo Nina (1877-1879)
- Frédéric de Falloux du Coudray (1879-1884)
- Isidoro Verga (1884-1891)
- Vacante (1891-1914)
- Filippo Giustini (1914-1920)
- Aurelio Galli (1923-1929)
- Vacante (1929-1935)
- Pedro Boetto, S.J. (1935-1938); título pro illa vice (1938-1946)
- Vacante (1946-1953)
- Augusto Álvaro da Silva, título pro illa vice (1953-1968)
- Vacante (1968-2010)
- Elio Sgreccia (2010-2019)
- Luis Pascual Dri, O.F.M. Cap. (2023-2025)